# Karosa C 935
Karosa C 935 je model meziměstského autobusu, který vyráběla společnost Karosa Vysoké Mýto v letech 1997 až 2001 (od roku 1999 ve variantě C 935E). Jedná se o nástupce typu C 735.

## Konstrukce
Vozy C 935 jsou konstrukčně velmi podobné typu C 934 a jsou tedy koncepčně odvozeny od řady 700, ze které celá typová řada 900 vychází. C 935 je dvounápravový autobus s polosamonosnou karoserií panelové konstrukce a motorem umístěným za zadní nápravou, v prostoru zadního panelu. Přední čelo vozu, na rozdíl od typu C 735, je zaobleno, zadní čelo je potom vyboulené kvůli nutnosti delšího zadního převisu, aby mohl být dosazen elektromagnetický retardér TELMA. V pravé bočnici se nacházejí dvoje dvoukřídlé výklopné dveře, první před přední nápravou, druhé před nápravou zadní. Od modelu C 934 se C 935 odlišuje především umístěním sklopných sedaček pro cestující, které jsou rozmístěny 2+2 se střední uličkou, na vyvýšené podestě po celé délce vozu. Díky tomu mohl být zvětšen objem zavazadlového prostoru na 5 m³.
Od roku 1999 byly tyto autobusy vyráběny ve variantě C 935E, která se odlišuje odlišným zamykání dveří a dalšími detaily. Poslední vyrobené vozy C 935E také mají plochou záď, obdobně jako autobusy C 955.
C 935 byly také vyráběny ve školní verzi. Ta byla označena jako Récréo a jejím hlavním odbytištěm byla Francie. Po ukončení výroby C 935 a zahájení produkce C 955 byla školní verze těchto vozů také označena jako Récréo.

## Výroba a provoz
Autobusy C 935 byly vyráběny v letech 1997 až 2001 současně s typem C 934. Produkce verze C 935E probíhala od roku 1999, Récréa opouštěla bránu Karosy po celou dobu výroby C 935.
Vozy C 935 jsou určeny pro delší meziměstské tratě než typ C 934. Mají tedy polohovatelná sedadla a větší zavazadlový prostor. U různých dopravců v České i Slovenské republice jsou z velké části v provozu dosud.